# Drozdowo (powiat olecki)
Drozdowo (niem. Drosdowen) – osada w Polsce położona w województwie warmińsko-mazurskim, w powiecie oleckim, w gminie Kowale Oleckie.
W latach 1975–1998 miejscowość należała administracyjnie do województwa suwalskiego.
Osada - majątek ziemski, założony na prawie lennym w 1562 roku, kiedy to książę Albrecht nadał 150 włók Jerzemu von Diebesowi. Majątek ziemski powstał równocześnie z założeniem wsi Biała Olecka. Ch. Grigat podaje jednak wcześniejszą datę założenia majątku: 6 maja 1553 r.
W XVIII wieku posiadłość we władaniu rodów szlachty polskiej Ciesielskich i Więckowskich. W roku 1800 Drozdowo wymieniana w dokumentach jako wieś szlachecka i należała do parafii w Mieruniszkach. W 1938 r. w wyniku akcji germanizacyjnej zmieniona nazwę wsi na Drosten.

## Zabytki
- Dwór klasycystyczny z II poł. XIX w. kryty dachem naczółkowym[3];
- Kaplica grobowa rodziny Salzwedell-Więckowskich (znajduje się na tutejszym cmentarzu).